# Ли, Кристофер
Сэр Кри́стофер Фрэнк Каранди́ни Ли (англ. Christopher Frank Carandini Lee; 27 мая 1922, Белгравия, Лондон, Англия, Великобритания, Британская империя — 7 июня 2015, Челси, Лондон, Англия, Великобритания) — британский актёр театра, кино и озвучивания и певец. Ветеран Второй мировой войны.
На раннем этапе своей актёрской карьеры Ли играл преимущественно злодеев; известность ему принесла роль графа Дракулы в серии фильмов Hammer Film Productions. Не менее известными для Кристофера стали роли Григория Распутина, Франкенштейна, Франсиско Скараманги в фильме «Человек с золотым пистолетом» (1974), Сарумана в трилогиях «Властелин колец» (2001—2003) и «Хоббит» (2012—2014), а также графа Дуку в двух заключительных фильмах трилогии приквелов «Звёздных войн» (2002, 2005). Благодаря знанию нескольких языков, Ли участвовал в озвучивании фильмов и видеоигр на различных языках.
В 2009 году был посвящён в рыцари за заслуги в драматическом искусстве и благотворительности. В 2011 году получил премию BAFTA Fellowship и BFI Fellowship в 2013 году. Сам актёр считал своей лучшей работой роль отца-основателя Пакистана Мухаммада Али Джинны в биографическом фильме «Джинна» и своим лучшим фильмом — британский фильм ужасов «Плетёный человек».
Имея глубокий сильный голос, актёр также прославился певческими способностями: записал различные оперные и музыкальные произведения между 1986 и 1998 годами, симфоник-метал альбом Charlemagne: By the Sword and the Cross — в 2010 году, а также сотрудничал с несколькими метал-бэндами начиная с 2005 года. Последний метал-альбом актёра Charlemagne — The Omens of Death был выпущен 27 мая 2013 года. В 2010 году Ли был награждён премией «Spirit of Metal» на церемонии награждения журнала Metal Hammer.
Скончался в Лондонской больнице Челси и Вестминстера 7 июня 2015 года в возрасте 93 лет.

## Ранняя жизнь
Кристофер Фрэнк Карандини Ли родился 27 мая 1922 года в Белгравии, Лондон, в семье Джеффри Троллопа Ли (1879—1941), полковника-лейтенанта 60-го корпуса королевских стрелков, и его жены, графини Эстель Марии Карандини де Сарзано (1889—1981). Джеффри участвовал в Англо-бурской войне 1899—1902 годов и в Первой мировой войне; Эстель Мария была признанной красавицей Эдвардианской эпохи и послужила моделью для картин Джона Лавери, Освальда Бирли и Олив Снелл, а также скульптур Клэр Шеридан. Кроме того, Эстель Мария была потомком Карла Великого. Прадед Ли по матери был итальянским политическим беженцем, чья жена, прабабка Кристофера, была английской оперной певицей. Кроме Кристофера в семье был ещё один ребёнок — дочь Ксандра (1917—2002).
Когда Ли было четыре года, его родители расстались, а спустя два года развелись. В этот период Эстель Мария увезла детей в Венген, Швейцария. Там, после поступления в Академию мисс Фишер в Террите, юный Кристофер сыграл в 1931 году свою первую роль — злодея Румпельштильцхена. Затем семья вернулась в Лондон, где Кристофер посещал частную школу Вагнера на Квинс Гейт, а его мать вышла замуж за Харкорта Джорджа Сент-Круа Роуз, банкира и дядю Яна Флеминга. Флеминг, автор романов о Джеймсе Бонде, таким образом стал сводным кузеном Ли. Семья переехала в Фулем, где поселилась по соседству с актёром Эриком Мэтьюрином. В Фулеме Кристофер был представлен князю Юсупову и великому князю Дмитрию Павловичу, убийцам Григория Распутина, которого сам Ли сыграл много лет спустя.
В девять лет Ли отправили в Саммер Филдс — подготовительную школу в Оксфорде, чьи ученики позже часто посещали Итонский колледж. Он продолжал участвовать в школьных постановках, хотя все «лавры заслужено доставались Патрику Макни». Кристофер подал заявку на стипендию в Итон, где его интервьюировали в присутствии автора историй с привидениями Монтегю Родса Джеймса. Шестьдесят лет спустя Ли сыграл роль Джеймса на Би-би-си. Небогатые познания Кристофера в математике позволили ему занять лишь одиннадцатое место среди претендентов на стипендию, и таким образом ему не хватило только одной позиции, чтобы попасть в список фонда King's Scholar. Его отчим не был готов заплатить более высокие сборы за Oppidan Scholar, и потому в Итонский колледж Ли не попал. Кристофер поступил в Веллингтонский колледж, где получил стипендию в антиковедении, изучал древнегреческий язык и латынь. Кроме небольшой роли в школьной постановке, Ли не участвовал в театральной деятельности во время обучения в Веллингтоне. Он был «сносным» игроком в рэкетс и фехтовальщиком и хорошим игроком в крикет, но не преуспел в других видах спорта: хоккее, футболе, регби и боксе. Он не любил парадов и тренировок с оружием и предпочитал как можно скорее «притвориться мёртвым» в потешных боях. Кристофер часто подвергался наказаниям в школе, в том числе и в Веллингтоне, но принимал телесное наказание как «логичное и приемлемое» за умышленное нарушение правил. В возрасте семнадцати лет он решил на год оставить Веллингтон, и летний семестр 1939 года стал для него последним в колледже. Его отчим обанкротился, задолжав 25 000 фунтов стерлингов.
Мать Кристофера развелась с Роузом, и Ли вынужден был искать работу, как и его сестра, уже служившая секретарём в пенсионном совете английской церкви. Большинство работодателей уже уехали или готовились уехать на летние каникулы, так что Ли не смог найти работу и отправился во Французскую Ривьеру, где его сестра отмечала праздники с друзьями. По пути Ли ненадолго заехал в Париж, где остановился у журналиста Уэбба Миллера, друга Роуза, и стал свидетелем казни Ойгена Вейдмана — последнего человека, подвергшегося публичной казни во Франции. В Ментоне Ли остановился у русской семьи Мазировых, жившей среди ссыльных княжеских семей. Была договорённость, что Ли останется в Ментоне и после возвращения домой его сестры, но поскольку Европа находилась на грани войны, он также вернулся в Лондон и поступил на службу клерком в United States Lines, где отвечал за почту и был посыльным.

## Военная служба
Когда разразилась Вторая мировая война, Ли в конце 1939 года ушёл добровольцем на советско-финскую войну на стороне финнов. Он, как и другие британские добровольцы, не участвовал в активных боевых действиях, но нёс караул на безопасном расстоянии от линии фронта. Через две недели Ли вернулся домой. Он снова поступил на работу в United States Lines и нашёл её более удовлетворительной, ощущая свою принадлежность к чему-то полезному. В начале 1940 года он перешёл на работу в Beecham Group сначала офисным клерком, затем телефонистом. Когда Beecham Group покинула Лондон, Ли поступил в ополчение. Зимой отец Ли заболел двусторонней пневмонией и умер 12 марта 1941 года. Понимая, что не испытывает желания идти по стопам отца-военного, Кристофер тем не менее решил присоединиться, пока у него ещё был выбор, к добровольцам Королевских ВВС.
Ли прошёл обучение в Аксбридже и затем попал в подготовительное крыло в Пейнтоне. После того, как Ли сдал экзамены в Ливерпуле, Британское содружество военно-воздушного тренировочного планирования направило его на корабль Reina del Pacifico в Южной Африке для размещения в Булавайо, Южная Родезия. Обучаясь на De Havilland Tiger Moth, Ли проводил свой предпоследний тренировочный полёт с инструктором, когда его стали мучить головные боли и проблемы со зрением. Врач определил у Кристофера разрушение зрительного нерва. Диагноз ставил крест на его лётной карьере. Ли чувствовал себя опустошённым, а смерть стажёра из Саммер-Филдс, случившаяся вскоре после этого, только добавила уныния. Все апелляции, подаваемые Ли, были безрезультатными. В конце концов, в декабре 1941 года он отправился в южнородезийский Солсбери. Здесь он посетил плотину Мазове, Марондеру, заповедник Вонки и руины Большого Зимбабве. Чтобы «сделать что-то конструктивное для поддержания собственного духа», он подал заявление на вступление в разведывательное управление Королевских ВВС. Начальство похвалило инициативу Ли и направило его в полицейский корпус Родезии надзирателем тюрьмы Солсбери. Здесь он получил звание ведущего рядового и побывал в Дурбане перед тем, как отправиться в Суэц.
Несколько месяцев Ли пробыл на авиабазе Касфарет близ Большого Горького озера в зоне Суэцкого канала, а потом возобновил разведывательную работу в Исмаилии (собирал и обрабатывал разведданные). Затем, незадолго до того, как получить очередное звание в конце января 1943 года и попасть в 206-ю эскадрилью Королевских ВВС в качестве офицера разведки, он присоединился к 205-й группе Королевских ВВС. По мере развития событий в Северной Африке эскадрилья совершала «большие скачки» между египетскими аэродромами Эль-Даба в Маатен Багуш и Мерса-Матрух. Эскадрилья оказывала поддержку с воздуха сухопутным войскам и бомбила стратегические объекты. От Ли, учитывая его должность, «строго говоря, ожидалось, что он знает всё». Наступление союзников продолжалось в Ливии: союзники прошли через Тобрук и Бенгази к Мраморной арке, а также через Эль-Агейлу, Хомс и Триполи. Эскадрилья в этот период выполняла до пяти операций в день. Пока продолжалось наступление в Тунисе, силы «оси» окопались на Маретской линии, где Ли едва не погиб, когда аэродром, где располагалась его эскадрилья, подвергся бомбардировке. После прорыва Маретской линии эскадрилья Ли окончательно разместилась на базе в Кайруане. После капитуляции «оси» в Северной Африке в мае 1943 года эскадрилья была переброшена в Зувару в Ливии в рамках подготовки вторжения союзников на Сицилию. Затем, уже после захвата 8-й Британской армией сицилийского города Пакино, но ещё до создания постоянной базы в Аньон-Баньи, эскадрилья была переброшена на Мальту. В конце июля 1943 года Ли получил повышение (второе за год), став лётным офицером. После окончания сицилийской кампании Ли слёг с малярией в шестой раз менее, чем за год, и был переправлен в госпиталь в Карфагене. Когда он вернулся из госпиталя, эскадрилья была в смятении, обеспокоенная отсутствием новостей с восточного фронта и из Советского Союза в целом, а также отсутствием почты из дома. Волнения росли и грозили вылиться в бунт. Ли уговорил членов эскадрильи возобновить обязанности, чем сильно впечатлил своего командира.

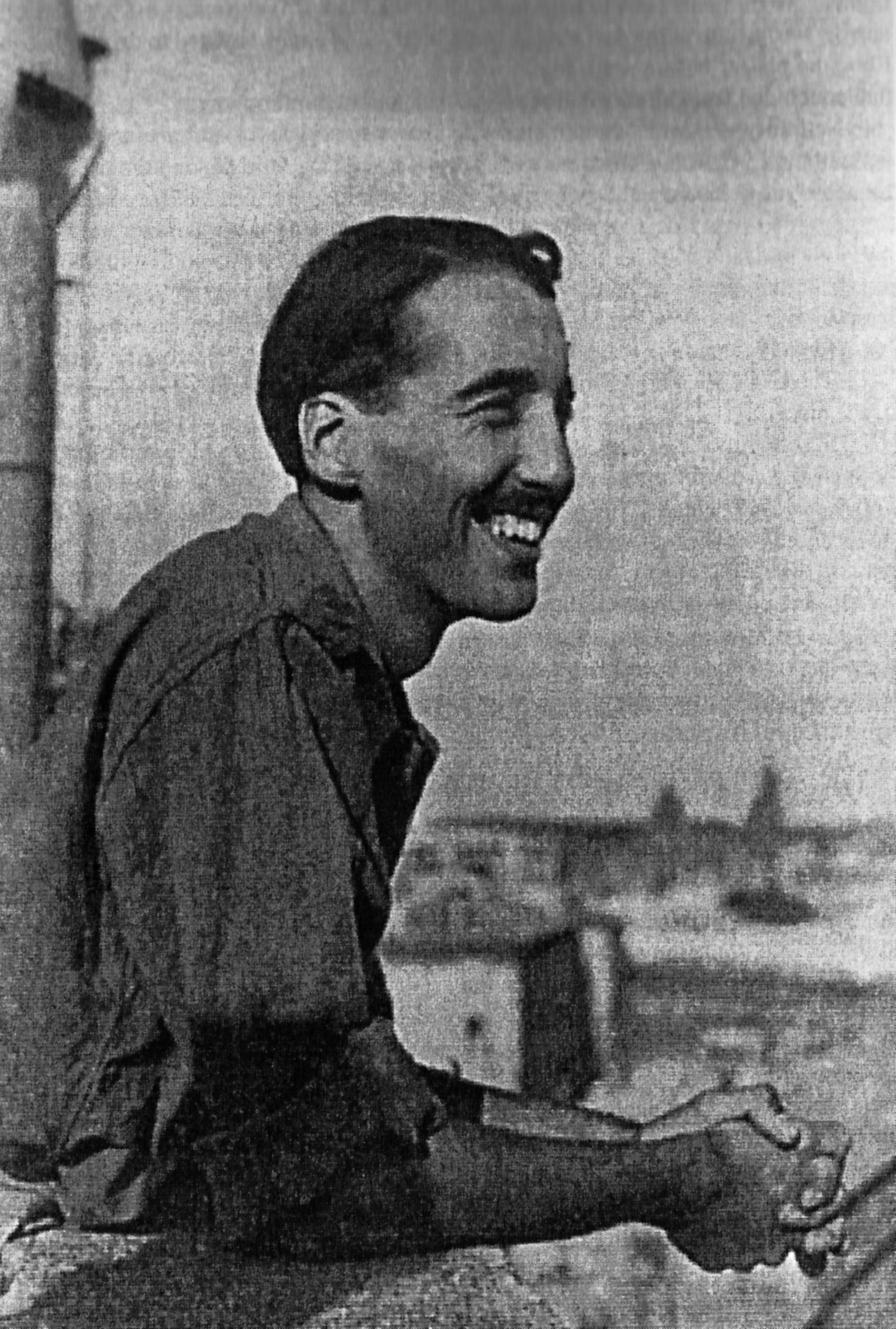
Лётный офицер Ли в Ватикане, 1944 год, вскоре после освобождения Рима

После вторжения союзнических войск в Италию, в течение зимы 1943 года эскадрилья базировалась в Фодже и Термоли. Ли был прикомандирован к армии. Большую часть битвы под Монте-Кассино он провёл с гуркхами 8-й пехотной дивизии Индии. Проводя часть отпуска в Неаполе, Ли поднялся на Везувий, извержение которого произошло три дня спустя. Во время финального штурма Монте-Кассино эскадрилья перебазировалась в Сан-Анжело, и Ли вновь едва не погиб, когда один из самолётов разбился при взлёте, а самолёт Ли задел одну из его бомб. После битвы эскадрилья прибыла на аэродром под Римом и Ли посетил город, где встретил кузена матери, Николо Карандини, который сражался в рядах итальянского сопротивления. В ноябре 1944 года Ли стал лётным лейтенантом и оставил эскадрилью в Ези, чтобы добраться до штаба ВВС. Ли принимал участие в перспективном планировании и связи в рамках подготовки к потенциальному нападению со стороны Германии в ходе операции «Альпийская Крепость». После окончания войны Ли был расквартирован в Пёрчах-ам-Вёртерзе. В последние несколько месяцев службы Ли, свободно говоривший на французском и немецком и неплохо знавший ещё несколько языков, был прикомандирован к Центральному реестру военных преступников и подозреваемых в нарушении безопасности. Здесь он помогал разыскивать нацистских военных преступников. Ли уволился из ВВС в звании лётного лейтенанта в 1946 году.
Отчим Ли служил капитаном в разведывательном корпусе, но вряд ли он имел какое-либо влияние на военную карьеру пасынка. Ли видел его в последний раз в автобусе в Лондоне в 1940 году, затем мать подала на развод. Ли упоминал, что во время войны был прикомандирован к Управлению специальных операций и Группе дальней разведки пустыни, предшественнику Особой воздушной службы (ОВС), но всегда отказывался рассказать о подробностях своей службы в этот период.

## Актёрская карьера

### Начало карьеры (1947—1957)
Вернувшись в Лондон в 1946 году, Ли был приглашён на свою старую работу в Beecham Group, где ему предлагали значительное повышение. Ли отказался от работы, так как «не мог подумать о собственном возвращении в офис в рамках разумного». Вооружённые силы посылали ветеранов, изучавших антиковедение, преподавать в университетах, но Ли чувствовал, что его латынь слишком заржавела, и ему плевать на строгий комендантский час. Во время обеда с кузеном матери, Николо Карандини (в то время итальянским послом в Великобритании), когда Ли подробно рассказывал ему о боевых ранах, Карандини неожиданно заметил: «Почему бы тебе не стать актёром, Кристофер?» Ли идея понравилась и, после успокоения протестов матери, отметив успешные выступления представителей семейства Карандини в Австралии, среди которых была и его прабабка Мария, известная оперная певица, он встретился с другом Николо, Филиппо дель Джудиче, — адвокатом, ставшим продюсером. Будучи главой Two Cities Films, дочерней компании The Rank Organisation, Джудиче «осмотрел меня сверху вниз… [и] сделал вывод, что я был как раз тем, кого искала отрасль». Ли отправился для заключения договора на встречу с Йозефом Шомло, который незамедлительно объявил его слишком высоким для актёра — рост Кристофера составлял 6 футов 5 дюймов (1,95 м). Шомло отправил Ли на встречу с Дэвидом Хенли и Олив Доддс из Rank Organisation, которые подписали с Ли семилетний контракт.
Будучи учеником ранковской школы очарования, Ли, как и многие другие, испытывал проблемы с поиском работы. В конце концов Ли получил дебютную роль в готическом фильме Теренса Янга «Коридор зеркал» (1947), где он сыграл Чарльза. В сцене в ночном клубе режиссёр смог скрыть рост актёра, разместив его за одним столиком с Лоис Максвелл, Мэвис Вильерс, Хью Латимером и Джоном Пенроузом. У Ли была всего одна реплика.
Его «ученичество» длилось десять лет, и всё это время Ли играл второстепенные и фоновые роли:

Я топтался на месте долгое время — около десяти лет. Сначала мне сказали, что я слишком высок, чтобы стать актёром. Это довольно глупое замечание. Это как сказать, что ты слишком низкий, чтобы играть на пианино. Я подумал: «Что ж, я покажу вам…» В начале я ничего не знал о технической работе перед камерой, но в течение этих десяти лет я сделал то, что так жизненно важно сегодня — я наблюдал, я слушал, я учился. Поэтому, когда пришло время, я был готов… как ни странно, играть персонажей, которые ничего не говорят [Чудовище в Проклятии Франкенштейна].
Оригинальный текст (англ.)I was around a long time – nearly ten years. Initially, I was told I was too tall to be an actor. That's a quite fatuous remark to make. It's like saying you're too short to play the piano. I thought, "Right, I'll show you..." At the beginning I didn't know anything about the technique of working in front of a camera, but during those 10 years, I did the one thing that's so vitally important today – I watched, I listened and I learned. So when the time came I was ready... Oddly enough, to play a character who said nothing [The Creature in The Curse of Frankenstein].

Также в этот ранний период он появился в киноверсии «Гамлета» (1948) Лоренса Оливье, хотя в титрах указан не был. Там же играл будущий партнёр по актёрской работе и близкий друг Ли — Питер Кушинг. Несколько лет спустя Ли появился в роли испанского капитана в фильме «Капитан Горацио Хорнблоуэр» (1951). Когда Ли уже прошёл кастинг, директор поинтересовался, говорит ли актёр на испанском и способен ли фехтовать, Ли был способен на то и другое. Ли появился без указания в титрах в фильме «Камо грядеши» (1951), который снимался в Риме. Он сыграл возницу и был травмирован, когда во время съёмки выпал из колесницы.
Позднее Ли вспоминал, что его прорыв произошёл в 1952 году, когда Дуглас Фэрбенкс-младший стал снимать свои фильмы на Британской Национальной студии. В 2006 году Ли рассказывал: «Я прошёл кастинг на различные роли в 16 из них и даже появился с Бастером Китоном, и это стало отличной тренировочной основой». В том же, 1952 году, он появился в оскаровском номинанте Джона Хьюстона — фильме «Мулен Руж». На протяжении следующего десятилетия Ли снялся примерно в 30 фильмах, играя в основном типичных персонажей.

### Работа с Hammer (1957—1976)

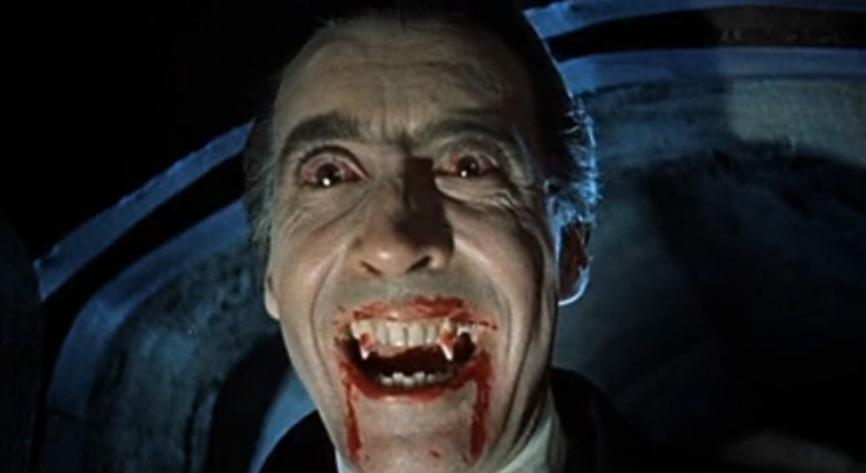
Ли в «Дракуле» (1958)

В 1957 году Ли снялся в своём первом фильме студии Hammer — «Проклятие Франкенштейна», где сыграл Чудовище Франкенштейна, а роль Виктора Франкенштейна досталась Питеру Кушингу. Это был их первый совместный фильм. В дальнейшём Ли и Кушинг, ставшие близкими друзьями, вместе снялись в более чем двух десятках фильмов. Как позже вспоминал Ли, когда он прибыл на кастинг «Проклятия», его просто спросили, хочет ли он эту роль, он ответил «да», и его взяли. Чуть позже Ли сыграл вместе с Борисом Карлоффом в фильме «Коридоры крови» (1958), но особенный образ Чудовища Франкенштейна, созданный им перед этим, позволил ему получить роль трансильванского вампира в фильме «Дракула» (1958). Ли сыграл аналогичную роль в итальяно-французском фильме ужасов «Трудные времена для Дракулы» (1959).
Ли вернулся к роли Дракулы в хаммеровском фильме «Дракула: Князь Тьмы» (1965). У его персонажа в этом фильме отсутствует сюжетная линия — он просто шипит на протяжении фильма. По словам Ли, сюжет фильма изменили, так как он отказывался говорить скудные реплики в диалогах, которые ему дали. Однако сценарист Джимми Сангстер утверждал, что сценарий не содержал каких-либо сюжетных линий персонажа. Этот фильм установил стандарт для большинства сиквелов Дракулы в том смысле, что половина времени фильма тратилась на рассказ истории о воскрешении Дракулы, а сам персонаж появлялся на экране ненадолго. Ли утверждал, что его практически шантажировали в Hammer, когда он снимался в главных ролях в последующих фильмах. Они были не в состоянии или не желали платить ему обычную ставку и постоянно напоминали ему о том, как много людей лишится работы, если он не станет сниматься:

Происходило это примерно так: звонил телефон и мой агент говорил: «Джимми Каррерас [президент Hammer Films] на проводе, у него есть ещё Дракула для тебя». И я говорил: «Забудь об этом! Я не хочу ещё одного». И я получал звонок от Джимми Каррераса, находившегося на грани истерики: «К чему всё это?» — «Джимми, я не хочу этого делать и я не обязан». — «Нет, ты должен!» И я спрашивал: «Почему?» Он отвечал: «Потому что я уже продал его американскому дистрибьютору с тобой в этой роли. Подумай обо всех этих людях, которых ты хорошо знаешь и которые лишатся работы». Эмоциональный шантаж. Это единственная причина, по которой я соглашался.Оригинальный текст (англ.)The process went like this: The telephone would ring and my agent would say, "Jimmy Carreras [President of Hammer Films] has been on the phone, they've got another Dracula for you." And I would say, "Forget it! I don't want to do another one." I'd get a call from Jimmy Carreras, in a state of hysteria. "What's all this about?!" "Jim, I don't want to do it, and I don't have to do it." "No, you have to do it!" And I said, "Why?" He replied, "Because I've already sold it to the American distributor with you playing the part. Think of all the people you know so well, that you will put out of work!" Emotional blackmail. That's the only reason I did them.

Его роли в фильмах «Дракула восстал из могилы» (1968), «Вкус крови Дракулы» (1969) и «Шрамы Дракулы» (1970) содержали лишь отрывочное появление персонажа. Ли говорил в интервью в 2005 году: «Всё, что они делают, это пишут историю и пытаются сделать её соответствующей персонажу хоть в чём-то, что хорошо заметно, когда вы смотрите фильм. Они ничего мне не давали сделать! Я спорил с Hammer, чтобы мне дали использовать некоторые сюжетные линии, созданные Брэмом Стокером. Периодически я сам вставлял одну из них в роль». Хотя Ли, возможно, и не нравилось то, что Hammer делали с персонажем, общемировая аудитория с восторгом принимала фильмы, что делало их коммерчески успешными.
Ли снялся ещё в двух хаммеровских фильмах о Дракуле в начале 1970-х годов, в которых действие переносилось в современность. Фильмы не были коммерчески успешны: «Дракула» (1972) и «Дьявольские обряды Дракулы» (1973) стали последними фильмами о графе с Ли в главной роли. «Дьявольские обряды Дракулы» носил рабочее название «Дракула мёртв… и жив и здоров в Лондоне», как пародия на постановку и фильм-ревю «Жак Брель жив и здоров и живёт в Париже», но Ли было не до смеха. Выступая на пресс-конференции в 1973 году, анонсировавшей фильм, Ли сказал: «Я протестую… Я считаю это бессмыслицей. Я могу придумать двадцать прилагательных — глупый, бессмысленный, абсурдный. Это не комедия, но фильм имеет шуточное название. Я не вижу в этом смысла». В конце концов, Hammer снял ещё один фильм о Дракуле, но уже без Ли: в «Семи золотых вампирах» (1974) роль графа сыграл Джон Форбс-Робертсон, а голосом графа стал Дэвид де Кейсер.
Другой известной работой Ли для Hammer стал фильм «Мумия» (1959), где актёр сыграл роль мумии Хариса. Затем Ли сыграл роль Распутина в фильме «Распутин: Безумный монах» (1966) и роль сэра Генри Баскервиля (Кушинг сыграл Шерлока Холмса) в фильме «Собака Баскервилей» (1959). Позже Ли сыграл самого Холмса в фильме «Шерлок Холмс и смертоносное ожерелье» (1962) и его брата Майкрофта в британском фильме «Частная жизнь Шерлока Холмса» (1970). Ли считал этот фильм причиной того, что он перестал играть характерные роли: «С тех пор я не играл стереотипных персонажей. Конечно, я играл много тяжёлых ролей, но, как сказал Энтони Хопкинс, Я не играю злодеев, я играю людей». Ли также сыграл главную роль в немецком фильме «Загадка Красной орхидеи» (1962). Здесь он показал свои познания в немецком, которому обучался в Швейцарии. Затем Ли пробовался на роль в фильме «Самый длинный день» (1962), но на роль его не взяли, мотивируя это тем, что он не «похож на военного человека». Некоторые книги о кино ошибочно приписывают Ли участие в этом фильме, и актёру приходилось поправлять авторов всю свою жизнь.
Именно Ли привёл в Hammer писателя-оккультиста Денниса Уитли. Компания экранизировала два рассказа Уитли, в которых главная роль досталась Ли. Первый фильм — «Выход дьявола» (1968) — был весьма успешен. По словам Ли, Уитли был так доволен, что предложил актёру бесплатную передачу прав на экранизацию остальных рассказов о чёрной магии. Как бы то ни было, создание другой экранизации — «Дочь Сатаны» (1976) — было сопряжено с некоторыми производственными трудностями и отвергнута автором. Хотя фильм имел некоторый финансовый успех, он стал последним фильмом ужасов студии Hammer и положил конец длительному сотрудничеству Ли с Hammer, которое оказало большое влияние на карьеру актёра.

### Другие роли, «Плетёный человек» и Джеймс Бонд

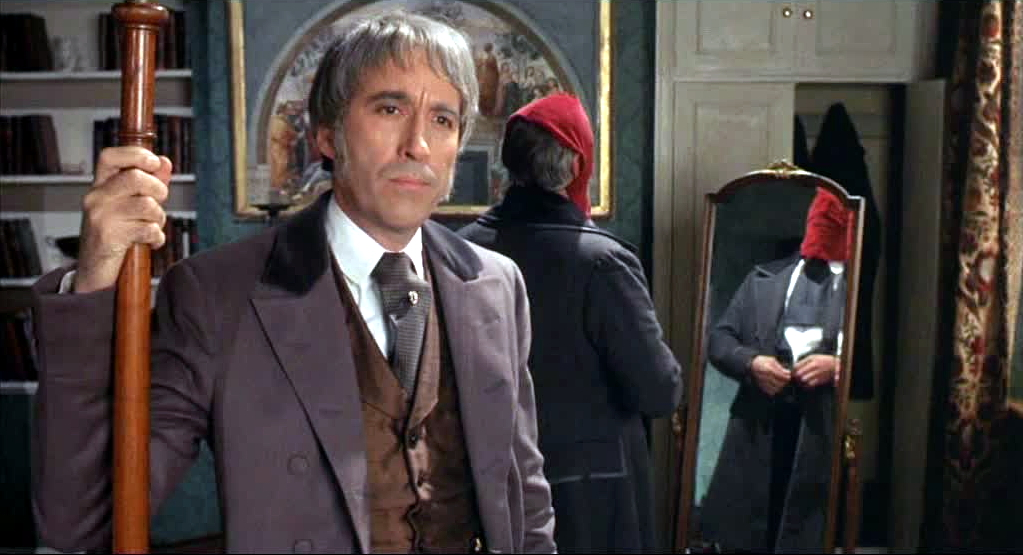
Ли в фильме «Продолговатый ящик» (1969)

Как и Кушинг, Ли появлялся в фильмах ужасов других компаний в течение двадцати лет в период с 1957 по 1977 год. Другие фильмы, в которых снялся Ли, включали также серию о Фу Манчу, созданную между 1965 и 1969 годом, где Ли играл роль злодея в тяжёлом восточном гриме. Среди других работ были роли: Джекила и Хайда в фильме «Я — монстр» (1971), доктора Джеймса Хилдерна в «Ползучей плоти» (1972) и лорда Саммерайла в фильме «Плетёный человек» (1973), который стал для Ли любимым. Ли хотел освободиться от образа Дракулы, созданного им, и получать больше интересных ролей. Он встретился со сценаристом Энтони Шаффером и договорился с ним о совместной работе. Режиссёр Робин Харди и глава British Lion Films Питер Снелл также присоединились к проекту. Шаффер имел ряд бесед с Харди, и они решили, что было бы здорово создать фильм ужасов, основанный на «старой религии», который контрастировал бы с популярными хаммеровскими фильмами. Шаффер прочёл роман Дэвида Пиннера «Ритуал», где набожный полицейский-христианин призван расследовать ритуальное убийство молодой девушки в деревне, и решил, что роман станет отличным исходным материалом проекта. Шаффер и Ли заплатили Пиннеру 15 000 фунтов за право экранизировать роман, и Шаффер приступил к работе над сценарием. Однако вскоре он решил, что прямая адаптация не будет идеальной, и стал создавать новую историю, используя роман как основу. Ли настолько стремился попасть в этот фильм, что предложил свои услуги бесплатно, поскольку бюджет ленты был слишком мал.
Ли появился в качестве рассказчика в фильме Джесса Хесуса «Эжени» (1970) как одолжение продюсеру Гарри Алану Тауэрсу, не зная, что фильм является эротической порнографией, поскольку сексуальные сцены снимались отдельно:

Я понятия не имел, что это будет, когда соглашался на эту роль. Мне сказали, что фильм о Маркизе де Саде. Я улетел в Испанию на один рабочий день, чтобы сыграть роль рассказчика. Я должен был надеть малиновый пиджак. Там было много людей позади меня. Они тоже все были одеты. Там, кажется, не было ничего особенного и странного. [Позднее] подруга сказала: «Ты знаешь, что ты в фильме на Олд Комптон-стрит?» В те дни это было то место, где бригада Макинтоша смотрела свои фильмы. «Очень смешно», — сказал я. Но я прокрался туда, замаскированный при помощи тёмных очков и шарфа, обнаружил кинотеатр и моё имя в фильме. Я был в ярости! Это был скандал. Когда я покинул Испанию, те люди позади меня скинули одежду!
Оригинальный текст (англ.)I had no idea that was what it was when I agreed to the role. I was told it was about the Marquis de Sade. I flew out to Spain for one day's work playing the part of a narrator. I had to wear a crimson dinner jacket. There were lots of people behind me. They all had their clothes on. There didn't seem to be anything peculiar or strange. A friend said: 'Do you know you are in a film in Old Compton Street?' In those days that was where the mackintosh brigade watched their films. 'Very funny,' I said. So I crept along there heavily disguised in dark glasses and scarf, and found the cinema and there was my name. I was furious! There was a huge row. When I had left Spain that day everyone behind me had taken their clothes off!

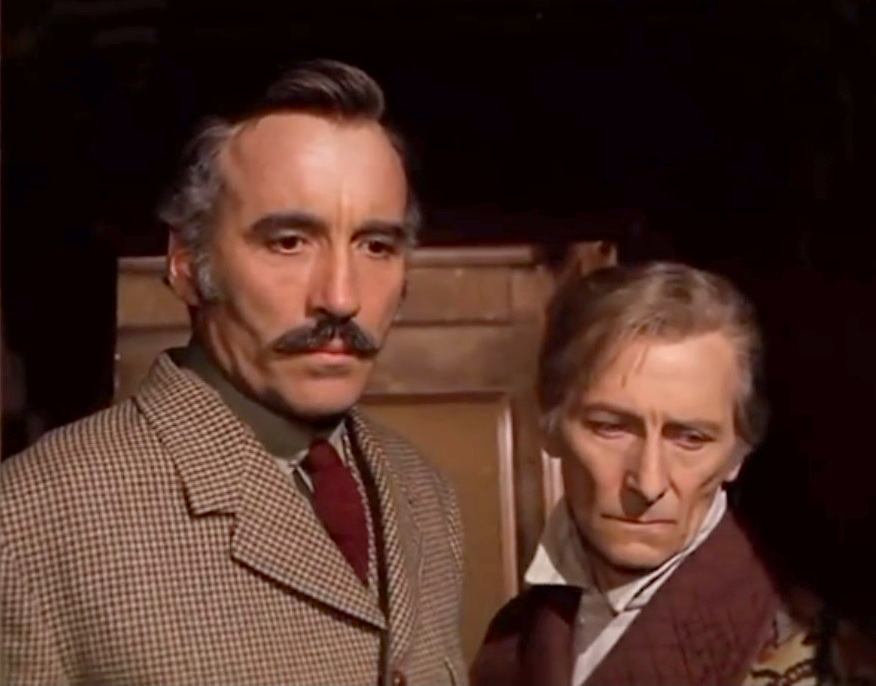
Ли и его близкий друг Питер Кушинг в фильме «Поезд страха» (1972)

Помимо съёмок в фильмах Соединённого королевства, Ли также принимал участие в проектах континентальной Европы. Он снялся в двух немецких фильмах — «Граф Дракула» (1970), где вновь сыграл графа-вампира, и «Змеиная яма и маятник» (1967). Другими европейскими фильмами, в которых участвовал Ли, стали «Замок живых мертвецов» (1964) и «Поезд страха» (1972). Он также стал продюсером фильма ужасов «Ничего, кроме ночи» (1972), в котором сыграл роль полковника Чарльза Бингема. Этот фильм стал первой и последней продюсерской работой Ли, которому не нравился сам процесс.
Ли сыграл роль графа Рошфора в фильме Ричарда Лестера «Три мушкетёра» (1973). Во время съёмок он был ранен в левое колено. Эта травма приносила неудобство актёру многие годы. Ли также сыграл в сиквеле «Четыре мушкетёра: Месть миледи» (1974), который снимался одновременно с первым фильмом. Хотя Ли был «убит» в фильме 1974 года, он вновь сыграл Рошфора в «Возвращении мушкетёров» (1989), где было дано объяснение «смерти» Рошфора — в финальном сражении фильма 1974 года он был ранен, но не смертельно.
После середины 1970-х годов Ли стал сторониться ролей в фильмах ужасов. Ян Флеминг, автор романов о Джеймсе Бонде и сводный кузен Ли, предложил ему роль главного антагониста в первом фильме бондианы «Доктор Ноу» (1962). Ли с энтузиазмом принял предложение, но к тому моменту продюсеры уже утвердили на эту роль Джозефа Уайзмена. В конце концов Ли был взят на роль врага Бонда, Франсиско Скараманги, в фильме «Человек с золотым пистолетом». Ли говорил о своей роли: «В романе Флеминга он просто западно-индийский бандит, но в фильме очаровательный, элегантный, забавный и смертоносный… Я играл его, словно он был тёмной стороной самого Бонда».
Из-за графика съёмок в Бангкоке режиссёр Кен Рассел не смог подписать с Ли контракт на участие в фильме «Томми» (1975), и роль досталась Джеку Николсону. В документальном проекте AMC о фильме «Хэллоуин» (1978) Джон Карпентер говорил о том, что предлагал роль Сэмюэля Лумиса Питеру Кушингу и Кристоферу Ли прежде, чем отдать её Дональду Плезенсу. Несколько лет спустя Ли встретил Карпентера и сказал ему, что отказ от роли в «Хэллоуине» был самой большой ошибкой в его карьере.
Вместе с Майклом Паркинсоном, певцом Кенни Линчем, актёром Джеймсом Коберном, боксёром Джоном Конте и радиоведущим Клементом Фрейдом Ли появился на обложке альбома Band on the Run группы Wings.

### Переезд в США (1977)
В 1977 году Ли переехал из Англии в Америку, обеспокоенный стереотипностью своих ролей в фильмах ужасов, также как и его друзья Питер Кушинг и Винсент Прайс. Ли сказал в интервью 2011 года:

Питер и Винсент поработали в нескольких замечательных серьёзных фильмах, но известны они только по ролям в фильмах ужасов. Поэтому я уехал в Америку. Здесь меня не ожидало ничего, кроме продолжения того, что уже происходило раньше. Пара друзей, Ричард Уидмарк и Билли Уайлдер, сказали, что мне необходимо покинуть Лондон, иначе я так и останусь актёром одной роли.
Оригинальный текст (англ.)Peter and Vincent made some wonderful serious movies but are only known for horror. That was why I went to America. I couldn't see anything happening here except a continuation of what had gone before. A couple of friends, Dick Widmark and Billy Wilder, told me I had to get away from London otherwise I would always be typecast.

Его первым американским фильмом стал фильм-катастрофа «Аэропорт 77» (1977). В 1978 году Ли удивил многих людей своей способностью шутить, появившись в качестве гостя в шоу NBC «Saturday Night Live». Результатом участия в шоу стало приглашение от Стивена Спилберга, находившегося в зале, на кастинг в фильме «Тысяча девятьсот сорок первый» (1979). Между шоу и кастингом в фильм Спилберга Ли снялся вместе с Бетт Дейвис в диснеевском фильме «Возвращение с Ведьминой горы» (1978). Ли отказался от роли доктора Барри Румака, в конце концов сыгранного Лесли Нильсеном, в комедийном фильме «Аэроплан!» (1980). Это решение позднее сам Ли назвал «большой ошибкой».
Ли появился в музыкальной комедии «Возвращение капитана Непобедимого» (1982). Ли сыграл фашиста, планировавшего избавить Америку и весь мир от всего цветного населения. В этом же фильме актёр исполнил две песни («Name Your Poison» и «Mister Midnight»), написанных Ричардом О'Брайаном (который написал семью годами ранее музыку для «Шоу ужасов Рокки Хоррора») и Ричардом Хартли. Позднее он появился вместе с Рэбом Брауном и Сибил Даннинг в фильме «Вой 2» (1985). Ли в последний раз сыграл Шерлока Холмса в 1991 году в фильмах «Происшествие на водопаде Виктория» (1991) и «Шерлок Холмс и примадонна» (1992).

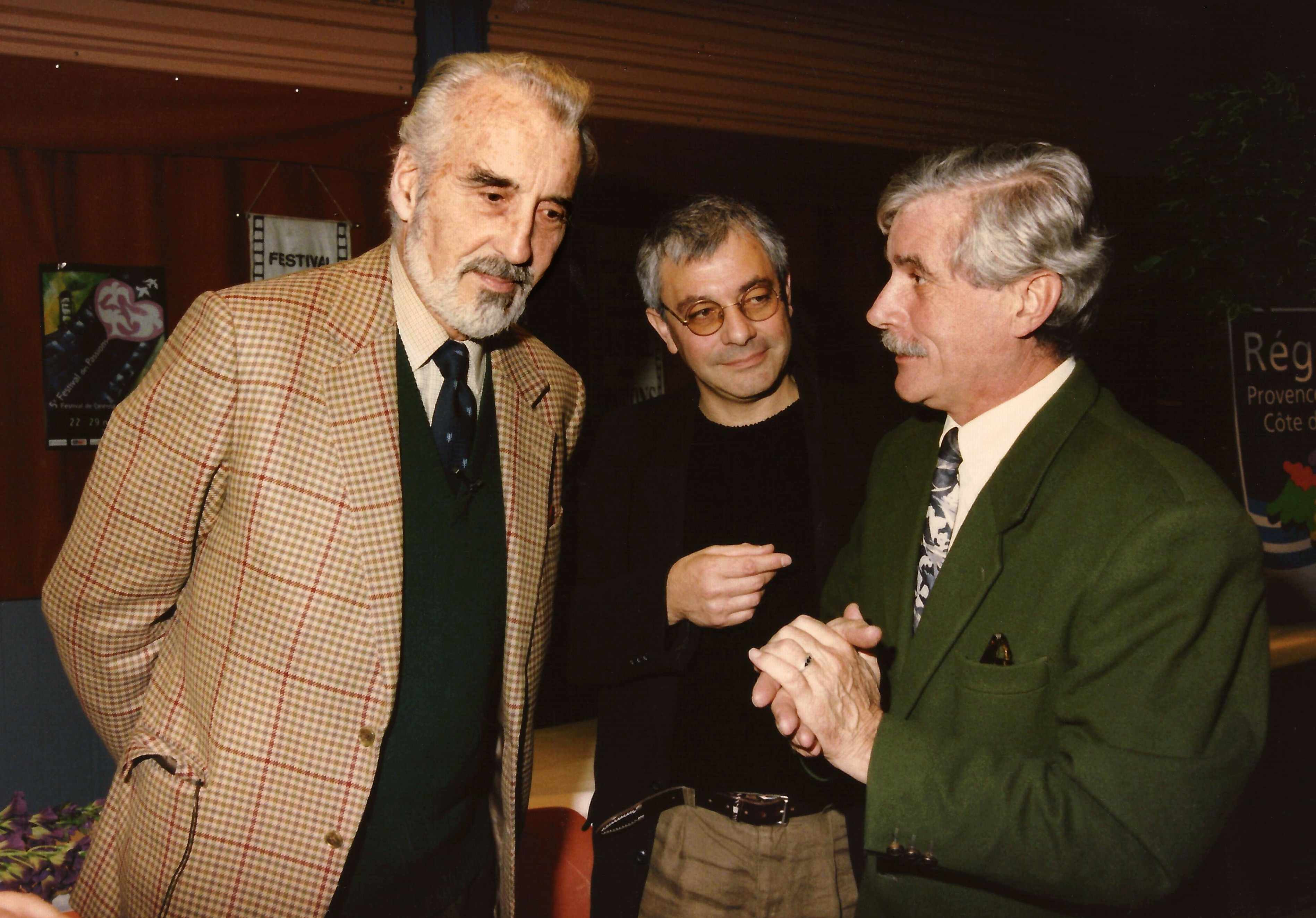
Ли на кинофестивале в Обани в сентябре 1996 года

Помимо более десятка художественных фильмов Hammer Film Productions, Amicus Productions и других компаний, Ли и Кушинг вместе сыграли в «Гамлете» (1948) и «Мулен Руж» (но в отдельных сценах), а также в отдельных фильмах «Звёздных войн»: Кушинг сыграл губернатора Таркина в оригинальной трилогии, а Ли, десятилетия спустя — графа Дуку. Последним общим проектом и последней встречей актёров стал документальный фильм «Плоть и кровь: Наследие ужаса Хаммер» (1994): через два месяца после окончания съёмок Питер Кушинг умер в своём доме в Кентербери. В интервью к DVD-релизу «Собаки Баскервилей» Ли сказал о смерти друга:

Не хочу показаться мрачным, но в какой-то момент каждый из нас замечает, что в жизни есть один человек, один друг, которого вы любите и о котором беспокоитесь больше, чем о других. Этот человек так близок вам, что вы способны делиться некоторыми вещами только с ним. К примеру, вы можете позвонить другу и с самых первых слов или шутки вы будете знать, кто на другом конце провода. Раньше мы созванивались с ним очень часто. И теперь, когда этого человека нет, ничего подобного в вашей жизни больше не будет.Оригинальный текст (англ.)I don't want to sound gloomy, but, at some point of your lives, every one of you will notice that you have in your life one person, one friend whom you love and care for very much. That person is so close to you that you are able to share some things only with him. For example, you can call that friend, and from the very first maniacal laugh or some other joke you will know who is at the other end of that line. We used to do that with him so often. And then when that person is gone, there will be nothing like that in your life ever again.

В 1998 году Ли снялся в роли Мухаммада Али Джинны, отца-основателя современного Пакистана, в фильме «Джинна». В 2002 году во время разговора о своей любимой роли в фильме на пресс-конференции Брюссельского кинофестиваля фантастических фильмов Ли заявил, что роль в картине «Джинна» несомненно была его лучшей работой.
Ли рассматривался на роль Магнето в киноадаптации серии комиксов «Люди Икс», но роль досталась сэру Иэну Маккеллену, коллеге Ли по трилогиям «Властелин колец» и «Хоббит».

### 2000-е: «Властелин колец» и «Звёздные войны»

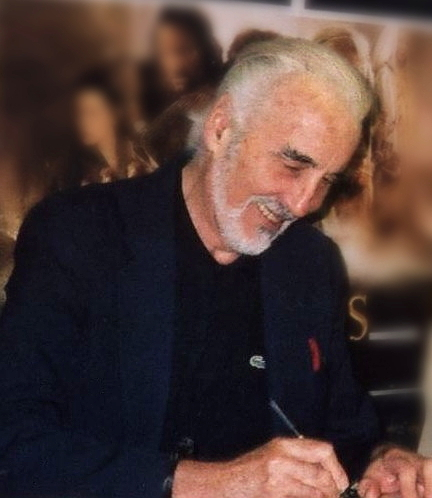
Ли в книжном магазине «Запретная планета (книжный магазин)», Нью-Оксфорд-стрит, подписывает Две крепости. Январь 2008

У Ли было много телевизионных ролей, в том числе роль Флая в мини-сериале Би-би-си «Тёмное королевство», основанном на романе Мервина Пика «Горменгаст» (2000), и кардинала Стефана Вышинского в фильме CBS «Иоанн Павел II» (2005). Ли также сыграл Луку Бомануара, вымышленного великого магистра ордена тамплиеров, в совместной экранизации Би-би-си и A&E романа сэра Вальтера Скотта «Айвенго». Затем Ли появился в роли палача Сансона, казнившего Людовика XVI, Робеспьера и других, во второй части «Французской революции» (1989).
Ли сыграл Сарумана Белого в трилогии «Властелин колец». В комментариях к фильмам Ли говорил, что его давней мечтой было сыграть Гэндальфа, но на момент начала съёмок он уже был слишком стар и физически ему было бы тяжело играть эту роль. Роль Сарумана, напротив, не требовала поездок верхом и участия в многочисленных битвах. Ли встретил Толкина однажды (что сделало самого Ли единственным участником кинотрилогии, лично встречавшимся с автором трилогии книжной) и взял за привычку чтение его романов хотя бы раз в год. Кроме того, Ли поучаствовал в записи альбома The Lord of the Rings: Songs and Poems by J.R.R. Tolkien в 2003 году. Появление Ли в финальной сцене последнего фильма было вырезано из театрального релиза, но сцена была восстановлена в расширенной версии.
«Властелин колец» ознаменовал возрождение карьеры актёра, которое продолжилось в фильмах «Звёздные войны. Эпизод II: Атака клонов» (2002) и «Звёздные войны. Эпизод III: Месть ситхов» (2005), где Ли сыграл злодея — графа Дуку. Ли самостоятельно участвовал в сценах с фехтованием, хотя дважды его заменяли дублёром, поскольку требовался человек с более активной работой ног.

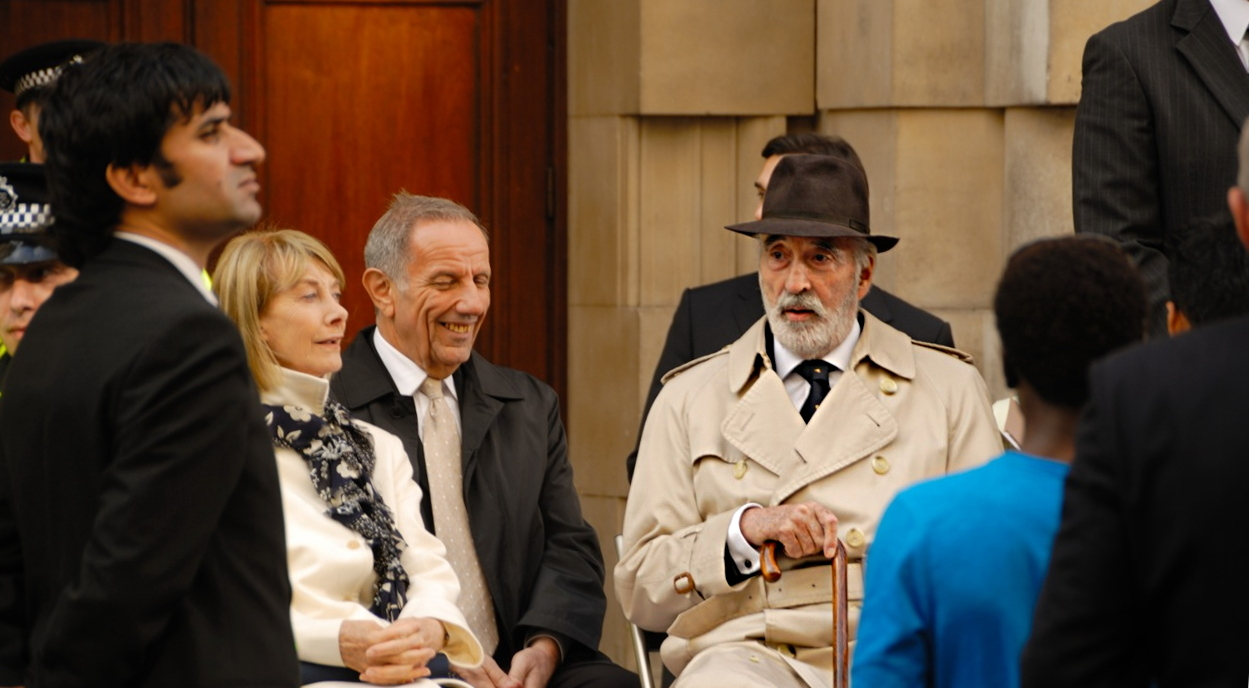
Ли на съёмках фильма «Жизнь за брата» в Вестминстере, 2007 год

Ли был одним из любимых актёров Тима Бёртона и стал завсегдатаем многих его фильмов, начиная с 1999 года. Ли сыграл небольшую роль судьи в фильме «Сонная Лощина». В 2005 году Ли озвучил пастора Голлсуэлса в мультипликационном фильме «Труп невесты», срежиссированном Бёртоном и Майком Джонсоном, и сыграл отца Вилли Вонки в бёртоновском прочтении повести Даля «Чарли и шоколадная фабрика».
В 2007 году Ли сотрудничал с Бёртоном в фильме «Суини Тодд, демон-парикмахер с Флит-стрит», сыграв Призрака-джентльмена — жертву Тодда, и вместе с Энтони Хэдом спев «The Ballad of Sweeney Todd», его репризу и эпилог. Песни были записаны, но вырезаны из конечного релиза, поскольку Бёртон посчитал их слишком театральными для фильма. Роль Ли была полностью вырезана из фильма, но Хэд по-прежнему присутствует камео, хотя и не был указан в титрах. В 2008 году Ли предложили роль короля Балора в фильме Гильермо дель Торо «Хеллбой 2: Золотая армия», но он отказался из-за занятости в других проектах.
В конце ноября 2009 года Ли выступил на фестивале фантастики в итальянском Триесте. Также в 2009 году он снялся в драме Стивена Полякова «1939» вместе с Джули Кристи, Биллом Найи, Ромолой Гарай и Дэвидом Теннантом, в фильме Даниса Тановича «Сортировка» с Колином Фаррелом и Пас Вегой и комедии Дункана Уорда «Буги Вуги» с Амандой Сейфрид, Джиллиан Андерсон, Стелланом Скарсгардом и Джоанной Ламли.

### 2010-е: Последние роли

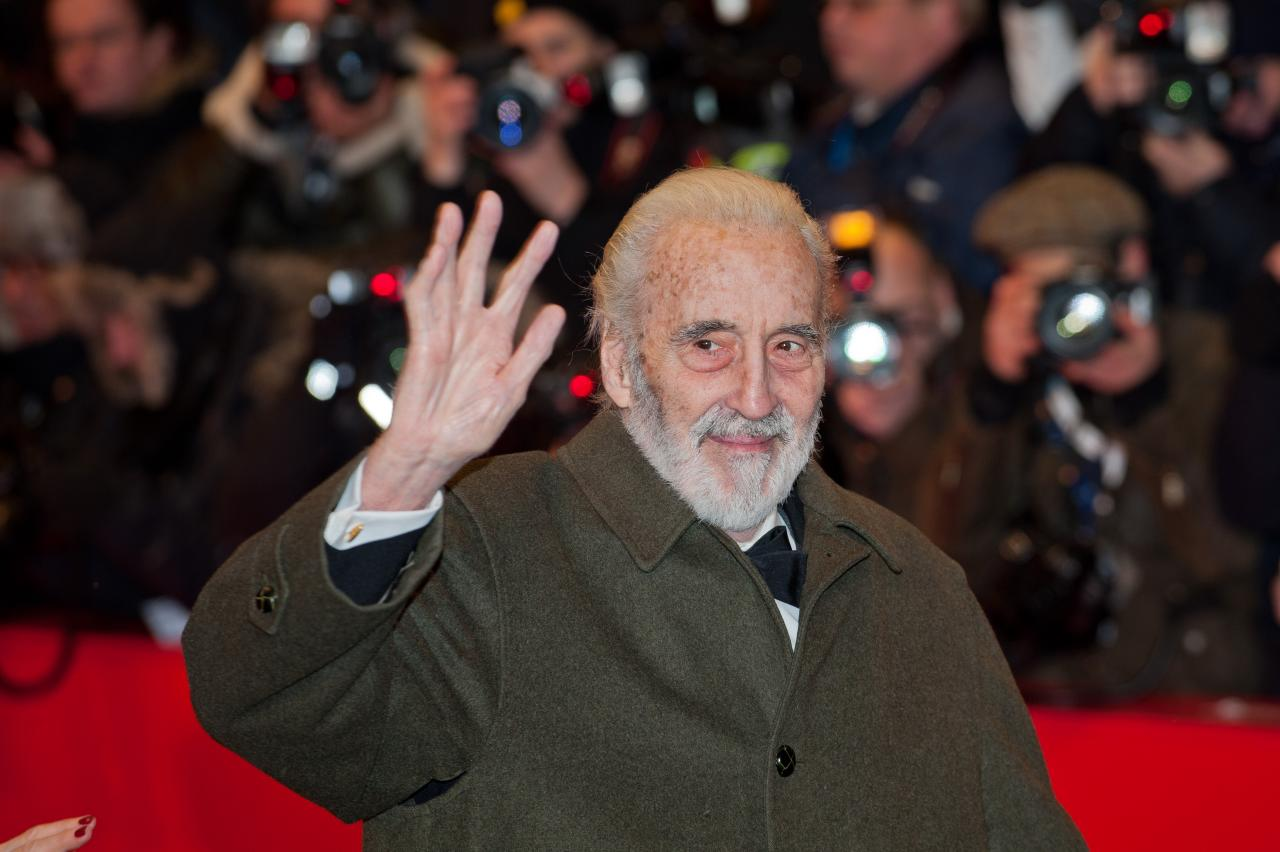
Ли на Берлинском кинофестивале в феврале 2012

В 2010 году Ли в четвёртый раз сотрудничал с Бёртоном, озвучив Бармаглота в адаптации книг Льюиса Кэрролла «Алиса в Стране чудес». Хотя у Ли в фильме было всего две строчки текста, Бёртон считал, что тот мог создать «культового персонажа», потому что сам он был «культовым парнем».
Ли получил премию «Дух Метала» на Metal Hammer Golden Gods Awards в 2010 году. Награду вручил Тони Айомми. В 2010 году Ли также получил Премию Штайгера (Германия) и в феврале 2011 года — BAFTA Academy Fellowship Award.
В 2011 году Ли снова появился в фильме Hammer Film Productions, впервые за последние 35 лет. Фильм назывался «Ловушка», и Ли назвал его «великолепно зловещим» представлением с Хилари Суэнк и Джеффри Дином Морганом. Во время съёмок в Нью-Мексико в начале 2009 года Ли повредил спину, споткнувшись о силовые кабели. Актёр перенёс операцию и в результате не смог сыграть сэра Лахлана Моррисона в «Плетёном дереве» — сиквеле фильма 1973 года «Плетёный человек». Разочарованный директор Робин Хади провёл новый кастинг, но Ли был полон решимости сняться в фильме, и Харди написал специально для него небольшую роль: актёр сыграл безымянного наставника Лахлана в его воспоминаниях. Харди заявил, что фанаты отождествили роль Ли с другой его ролью — лорда Саммерайла в «Плетёном человеке», но Ли опроверг это, сказав, что персонажи никак не связаны между собой. В 2011 году Ли появился в фильме «Хранитель времени» Мартина Скорсезе.
11 января 2011 года Ли объявил на своём сайте, что вернётся к роли Сарумана в фильме «Хоббит: Нежданное путешествие». Ли говорил, что ему хотелось показать развращение Сарумана Сауроном, но в силу возраста он не мог постоянно летать на съёмки в Новую Зеландию. Специально для Ли съёмки его персонажа были организованы в Лондоне. Ли говорил, что он работал над фильмами в течение четырёх дней, изобразив Сарумана добрым и благородным волшебником, ещё до того, как он впал во тьму в трилогии «Властелин колец».
В 2012 году Ли в пятый раз сотрудничал с Тимом Бёртоном, снявшись в роли капитана рыбачьего судна в готической трагикомедии «Мрачные тени».
В интервью в августе 2013 года Ли сказал, что он был «опечален» слухами о том, что его друг Джонни Депп собирается оставить актёрскую карьеру, и сам он на пенсию не собирается:

Случаются огорчения — люди, которые лгут вам, люди, которые не ведают, что творят, фильмы, которые получились не такими, как вам хотелось — так что, да, я понимаю [почему Депп решил уйти]. Я всегда спрашиваю себя: «Ну что ещё я мог сделать?» Создание фильмов никогда не было для меня просто работой, это моя жизнь. У меня есть некоторые интересы за пределами актёрской деятельности — к примеру, я пою и пишу книги — но это то, что держит меня на плаву, то, что я делаю, даёт мне цель в жизни… Я реально оцениваю объём работы, который могу выполнить в своём возрасте, но я беру всё, что могу, будь то озвучивание или роль рассказчика.
Оригинальный текст (англ.)There are frustrations – people who lie to you, people who don't know what they are doing, films that don't turn out the way you had wanted them to – so, yes, I do understand [why Depp would consider retiring]. I always ask myself "well, what else could I do?". Making films has never just been a job to me, it is my life. I have some interests outside of acting – I sing and I've written books, for instance – but acting is what keeps me going, it's what I do, it gives life purpose... I'm realistic about the amount of work I can get at my age, but I take what I can, even voice-overs and narration.

Ли стал рассказчиком в документальном фильме «Необходимое зло: Супер-злодеи DC Comics», который был выпущен 25 октября 2013 года. В 2014 году он появился в одном из эпизодов документального сериала Би-би-си «Timeshift» (эпизод «Каково быть Шерлоком Холмсом: Многоликий мастер детектива»), где Ли и другие актёры, сыгравшие Холмса, обсудили своего персонажа и его различные воплощения на экране. Он также появился в веб-эксклюзиве, прочтя отрывок из рассказа «Последнее дело Холмса». Вскоре после этого он поучаствовал в рекламной кампании «Age UK», прочитав стихотворение Роджера Макгоу.
За месяц до своей смерти Ли подписал контракт на участие в датском проекте «Одиннадцатый».
Кристофер Ли скончался в возрасте 93 лет 7 июня 2015 года в 8:30 в Лондонской больнице Челси и Вестминстера, где находился на лечении из-за проблем с дыхательными путями и сердцем. Супруга Ли отложила публичное объявление о смерти актёра до 11 июня, чтобы сначала сообщить обо всём семье.

## Озвучивание
Ли свободно говорил на английском, итальянском, французском и немецком языках. Кроме того, он немного знал шведский, русский и греческий. Он был голосом Тора в немецком дубляже датского анимационного фильма 1986 года «Вальхалла», а также озвучивал короля Хаггарда в английском и немецком дубляже анимированной адаптации «Последний единорог» четырьмя годами ранее.
Ли представлял закадровый голос «А. Н. Онима», таинственного хозяина, который объединяет различных персонажей в адаптации романа Кристи «Десять негритят» (1965). Фильм был спродюсирован Гарри Аланом Тауэрсом, с которым Ли работал неоднократно в 1960-х годах. Ли также участвовал в английском дубляже французского фильма «Каникулы господина Юло» (1953).
Голосом Ли говорит Смерть в анимированной экранизации двух произведений Терри Пратчета («Роковая музыка» и «Вещие сестрички»), а кроме того, он сам сыграл роль Смерти в фильме «Цвет волшебства», заменив первоначально выбранного на эту роль Иэна Ричардсона.
Ли подарил свой голос персонажу Ансему Мудрому в видеоиграх Kingdom Hearts II и Kingdom Hearts 358/2 Days. В других играх серии, а также в поздних изданиях Kingdom Hearts 358/2 Days, Ли был заменён ветераном озвучивания Кори Бёртоном. Ли также озвучил Владыку Лукана Ди Лире в трейлере игры EverQuest II.
Вместе с другими актёрами трилогии «Властелин колец» Ли озвучил игру The Lord of the Rings: The Battle for Middle-earth. Он также участвовал в датской группе Tolkien Ensemble, где выступал в роли рассказчика и исполнителя песен различных персонажей (Древобород, Теоден и другие). В 2007 году Ли стал чтецом аудио версии книги Толкина «Дети Хурина».
В 2005 году Ли озвучил пастора Голсуэллса в бёртоновском мультфильме «Труп невесты». Он же выступил в качестве рассказчика в другом мультфильме Бёртона «Кошмар перед Рождеством». Голосом Ли говорит граф Дуку в анимационном фильме 2008 года «Звёздные войны: Войны клонов», однако в одноимённом мультсериале его озвучивал уже Кори Бёртон. В 2010 году Ли озвучил Бармаглота в бёртоновской экранизации «Алиса в Стране чудес».
Через тридцать лет после выхода на экраны фильма «Человек с золотым пистолетом» Ли озвучил своего персонажа в видеоигре GoldenEye: Rogue Agent.
Ли записал диалоги в качестве рассказчика в видеоигре Lego The Hobbit, вышедшей в апреле 2014 года. Кроме того, Ли озвучил Программиста в Deus Ex Machina 2, вышедшей в марте 2015 года.

## Музыкальная карьера

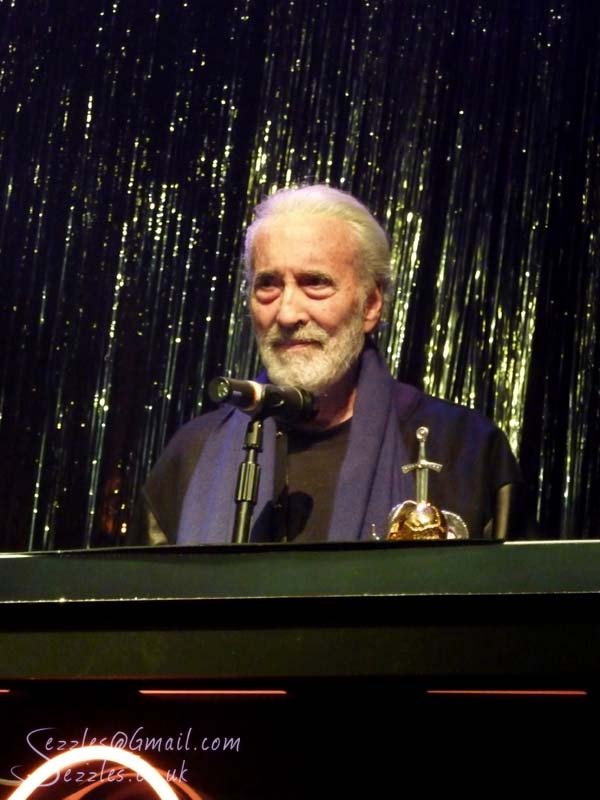
Ли получает награду «Spirit of Metal» за альбом Charlemagne: By the Sword and the Cross

Ли исполнил псих-фолк композицию Пола Джованни «The Tinker of Rye» в фильме «Плетёный человек». Он также исполнил финальную композицию (в титрах) в фильме ужасов 1994 года «Шутник». Его самой известной музыкальной работой в фильме является комедийный рок-мюзикл «Возвращение капитана Непобедимого» (1983), в котором Ли исполнил песню и танцевальный номер «Name Your Poison» Ричарда О’Брайана. Ли также исполнил несколько песен в альбоме Питера Найта и Боба Джонсона (Steeleye Span) The King of Elfland's Daughter. В 1980-х годах, в разгар повального увлечения итальянским диско, Ли выступил в качестве вокалиста в песне Кэти Джо Дейлор «Little Witch».
Знакомство Ли с металом состоялось, когда он исполнил дуэтом с Фабио Лионе, бывшим вокалистом итальянской метал-группы Rhapsody of Fire и членом Angra, песню «The Magic of the Wizard's Dream» из альбома Symphony of Enchanted Lands II. Позднее Ли неоднократно выступал в роли рассказчика при записи четырёх альбомов Rhapsody of Fire (Symphony of Enchanted Lands II: The Dark Secret, Triumph or Agony, The Frozen Tears of Angels и From Chaos to Eternity), а также спев партию короля в мини-альбоме группы The Cold Embrace of Fear: A Dark Romantic Symphony. Ли работал с группой Manowar, пока они записывали новую версию своего первого альбома Battle Hymns; он заменил Орсона Уэллса, который участвовал в записи оригинальной версии альбома и умер задолго до его перезаписи. Новый альбом Battle Hymns MMXI был выпущен 26 ноября 2010 года.
В 2006 году Ли объединил два музыкальных жанра, записав с группой Inner Terrestrials «The Toreador March» — метал-вариацию песни тореадора из оперы «Кармен». Песня появилась в альбоме Revelation в 2007 году. В том же году Ли выпустил видео на свою кавер-версию песни «My Way».
Первым альбомом Ли, полностью записанном в стиле метал, стал Charlemagne: By the Sword and the Cross, который был положительно встречен критиками и получил награду Metal Hammer на церемонии в 2010 году, где Ли назвал себя «молодым человеком в начале карьеры». Альбом был выпущен 15 марта 2010 года. В июне 2012 года Ли выпустил видео на песню «The Bloody Verdict of Verden».
В день своего девяностолетия (27 мая 2012 года) Ли анонсировал релиз нового сингла «Let Legend Mark Me as the King» из его предстоящего альбома Charlemagne: The Omens of Death, символизировавшего переход Ли на «полный» метал. Это сделало певца самым старым исполнителем в этом жанре. Музыка была аранжирована гитаристом Judas Priest Ричи Фолкнером и будущим победителем World Guitar Idol Champion Эдрасом Рамосом.
В 2012 году Ли выпустил мини-альбом с метал кавер-версиями рождественских песен под названием A Heavy Metal Christmas. Следующий альбом в этом же стиле, под названием A Heavy Metal Christmas Too, вышел в декабре 2013 года. С песней «Jingle Hell» Ли занял 22-е место в Billboard Hot 100, став таким образом самым пожилым из исполнителей, когда-либо попадавших в чарты при жизни. Возраст Ли на тот момент составлял 91 год и 6 месяцев. После освещения в СМИ песня поднялась в чарте на 18 место.
В мае 2014 года к празднованию своего девяносто второго дня рождения Ли выпустил мини-альбом с кавер-версиями Metal Knight. В дополнение к каверу «My Way» он содержит «The Toreador March», а также «The Impossible Dream» и «I Don Quixote» из мюзикла «Человек из Ла-Манчи» по мотивам романа Сервантеса. Последние песни были записаны Ли, потому что он считал Дон Кихота «самым метализированным персонажем, которого он когда-либо знал». В декабре 2014 года Ли записал свой четвёртый мини-альбом и третий ежегодный рождественский релиз, где он отказался от «Darkest Carols, Faithful Sing» в пользу более игривой «Вести ангельской внемли». Ли объяснял: «Это беззаботно, радостно и весело… В моём возрасте самое главное для меня — оставаться активным и делать то, что мне по-настоящему нравится. Я не знаю, как долго я ещё пробуду здесь, так что каждый день — это праздник, и я хочу поделиться им с моими поклонниками».
При записи дебютного альбома Hollywood Vampires одноимённой супер-группы, состоящей из Джонни Деппа, Элиса Купера и Джо Перри, Ли стал рассказчиком в треке «The Last Vampire». Диск, записанный незадолго до смерти певца, стал последней музыкальной записью сэра Кристофера.

## Награды
В 1997 году Ли был награждён орденом Святого Иоанна. 16 июня 2001 года в рамках награждения в честь дня рождения королевы Ли стал командором ордена Британской империи (CBE) «за заслуги в драматическом искусстве». Актёр также был произведён в рыцари-бакалавры «за служение драматическому искусству и благотворительность» в рамках награждения в честь дня рождения королевы в 2009 году. Ли был посвящён в рыцари принцем Чарльзом, но в силу возраста сэру Кристоферу было разрешено получить звание стоя, не преклоняя колен. В 2005 году Ли был назван «самой востребованной звездой мира» по версии газеты USA Today после того, как три фильма с участием Ли собрали в американском прокате 640 миллионов долларов. В 2011 году Ли был награждён BAFTA Academy Fellowship Award.
В 2011 году, в сопровождении своей жены Биргит, Ли появился на праздновании 164-го дня рождения Брэма Стокера и получил награду Дублинского университетского колледжа; он описал своё почётное пожизненное членство в UCD Law Society как «награду, в некотором отношении схожую с „Оскаром“». Он получил золотую медаль Брэма Стокера от Философского общества Тринити-колледжа, президентом которого некогда был Стокер, и копию «Collected Ghost Stories of MR James» английской школы Тринити-колледжа. В 2011 году правительство Франции вручило актёру Орден Искусств и литературы.
Ли стал героем одного из выпусков шоу «Это твоя жизнь». Суть шоу заключалась в том, что звезда шоу должна удивить приглашённого гостя. Звездой, удивившей Ли, был Имонн Эндрюс.

## Личная жизнь

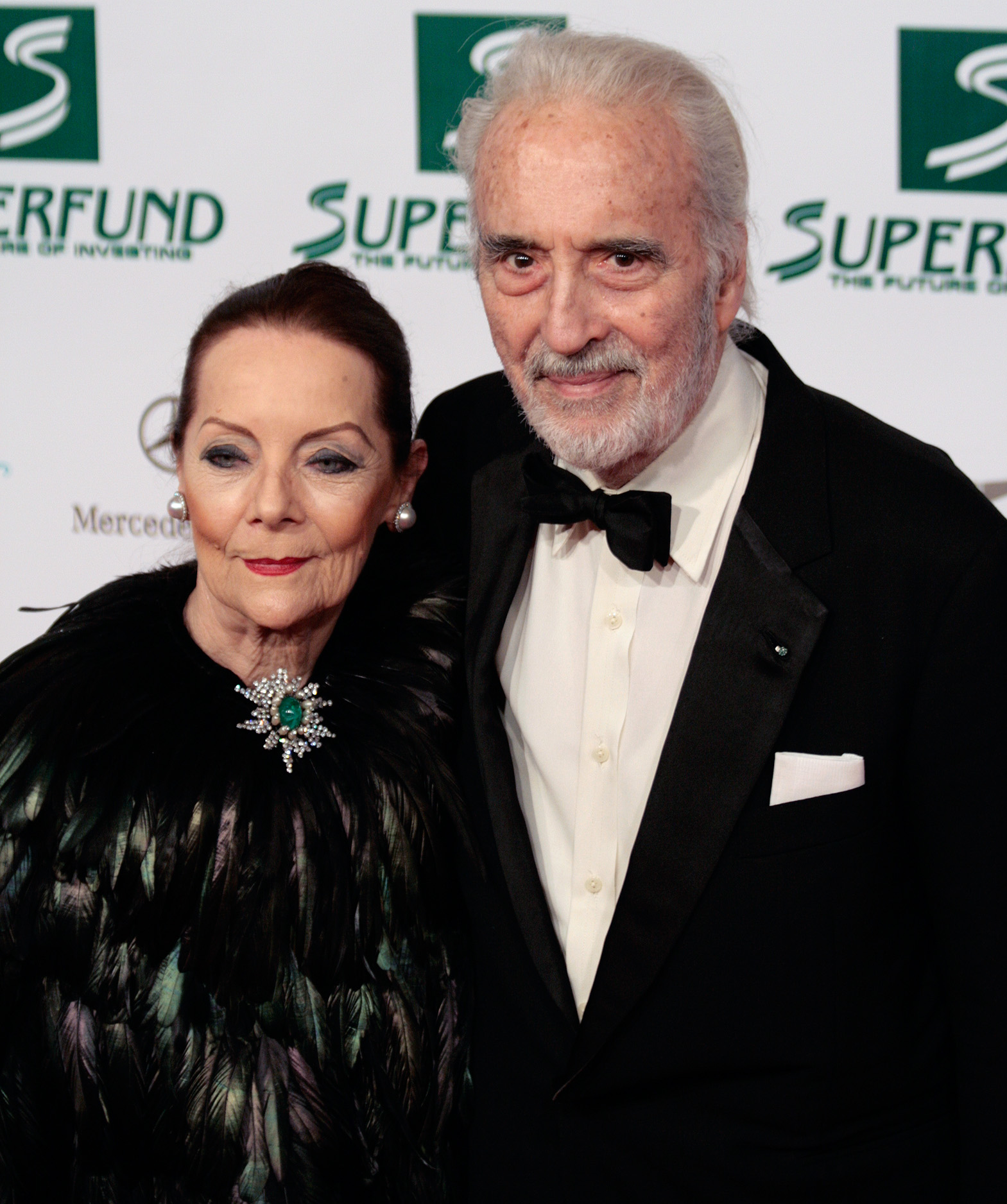
Кристофер Ли и его жена Биргит Крёнке Ли, с которой они прожили более 50 лет. 2009 год

Династии Карандини, предкам Ли по материнской линии, за их родство с Карлом Великим императором Фридрихом I Барбароссой было дано право использовать герб Священной Римской империи. Cinemareview отмечает, что более поздний предок Ли «Кардинал Консальви во времена Наполеона служил госсекретарём Святого Престола и был похоронен в римском пантеоне рядом с художником Рафаэлем».
Ли был сводным кузеном Яна Флеминга, автора шпионских романов о Джеймсе Бонде, и дальним родственником генерала Ли и астронома Джона Ли.
Некоторое время в конце 1950-х годов Ли был помолвлен с Генриеттой фон Розен, с которой он познакомился в ночном клубе в Стокгольме. Её отец, граф Фриц фон Розен, оказался весьма требовательным, заставив пару отложить свадьбу на год, чтобы его британские друзья могли навести о Ли справки в Лондоне; граф также нанял детектива, чтобы расследовать прошлое Кристофера, и потребовал от Ли предоставить рекомендации, которые молодой человек попросил дать Дугласа Фэрбенкса, братьев Боултингов и офицера Джексона. Ли получил аудиенцию на расширенном «заседании» семьи девушки, как в сюрреалистических фильмах Бунюэля; в тот момент Кристофер думал, что они «собираются убить его сливками». В довершение всего Ли должен был получить разрешение на брак у короля Швеции. Ли получил благословение короля, которому был представлен за несколько лет до этого на съёмках Сказок Ганса Андерсена. Однако незадолго до свадьбы Кристофер разорвал помолвку. Ли был обеспокоен своей финансовой необеспеченностью из-за профессии и посчитал, что Генриетта «заслуживает лучшего», чем «скатиться во взъерошенный мир актёра». Она всё поняла и согласилась отменить свадьбу.
Ли был представлен датской художнице и бывшей модели Биргит Крёнке своим датским другом и его женой в 1960 году. Вскоре после этого Кристофер и Биргит обручились, а 17 марта 1961 года пара поженилась. В 1963 году у них родилась дочь — Кристина Эрика Карандини Ли, которая в 2001 году вышла замуж за Хуана Франсиско Анейроса Родригеса. Вместе с дочерью Кристофер участвовал в записи альбома Rhapsody of Fire. Ли также был дядей британской актрисы Гарриет Уолтер, которая является дочерью его старшей сестры Ксандры. Ли и его жена попали в список Guardian пятидесяти модных персон, кому за пятьдесят, в марте 2013 года.
Ли был сторонником Консервативной партии Великобритании. В 2003 году он описывал лидера консерваторов Майкла Говарда как «идеального человека на роль главы партии», а также поддерживал Уильяма Хейга и Дэвида Кэмерона.
Вопреки распространённому мнению, Ли не имел обширной оккультной библиотеки. Когда он произносил речь в Дублинском университетском колледже 8 ноября 2011 года, он сказал: «Кто-то писал, что у меня имеется 20 000 книг. Мне пришлось бы жить в ванной! У меня есть, может быть, четыре или пять [оккультных книг]». Далее он предостерёг студентов от пагубных оккультных практик, предупредив их, что он встречал «людей, которые утверждали, что являются сатанистами. Которые утверждали, что практикуют чёрную магию»; как бы то ни было, сам он никогда ничем таким не занимался: «Я предупреждаю всех вас: никогда, никогда, никогда. Вы потеряете не только свой разум, но и свою душу».

## Краткая фильмография
Источник↗

| Год  |    | Русское название                                 | Оригинальное название                               | Роль                                          |
| ---- | -- | ------------------------------------------------ | --------------------------------------------------- | --------------------------------------------- |
| 1948 | ф  | Коридор зеркал                                   | Corridor of Mirrors                                 | Чарльз                                        |
| 1948 | ф  | Одна ночь с тобой                                | One Night with You                                  | помощник Пирелли                              |
| 1948 | ф  | Гамлет                                           | Hamlet                                              | копьеносец                                    |
| 1948 | ф  | Пенни и дело Поунуолла                           | Penny and the Pownall Case                          | Джонатан Блейр                                |
| 1948 | ф  | Песня завтрашнего дня                            | A Song for Tomorrow                                 | Август                                        |
| 1948 | ф  | Скотт Антарктический                             | Scott of the Antarctic                              | Бернард Дей                                   |
| 1949 | ф  | Тротти Тру                                       | Trottie True                                        | достопочтенный Бонго Икклешэм                 |
| 1950 | ф  | Они были неразлучны                              | They Were Not Divided                               | Крис Льюис                                    |
| 1950 | ф  | Прелюдия к славе                                 | Prelude to Fame                                     | журналист                                     |
| 1951 | ф  | Долина орлов                                     | Valley of Eagles                                    | детектив Холт                                 |
| 1951 | ф  | Капитан Горацио Хорнблоуэр                       | Captain Horatio Hornblower                          | испанский капитан                             |
| 1951 | ф  | Камо грядеши                                     | Quo Vadis                                           | возница                                       |
| 1952 | ф  | Красный корсар                                   | The Crimson Pirate                                  | Джозеф                                        |
| 1952 | ф  | Мистер Поттс едет в Москву. Совершенно секретно! | Top Secret                                          | русский агент                                 |
| 1952 | ф  | Возвращение Пола Темпла                          | Paul Temple Returns                                 | сэр Феликс Рейбурн                            |
| 1952 | ф  | Малышки в Багдаде                                | Babes in Bagdad                                     | работорговец                                  |
| 1952 | ф  | Мулен Руж                                        | Moulin Rouge                                        | Жорж Сёра                                     |
| 1953 | ф  | Невиновные в Париже                              | Innocents in Paris                                  | лейтенант Уитлок                              |
| 1955 | ф  | Эта леди                                         | That Lady                                           | капитан                                       |
| 1955 | ф  | Полицейский пёс                                  | Police Dog                                          | констебль Джонни                              |
| 1955 | ф  | Тёмный мститель                                  | The Dark Avenger                                    | французский капитан патруля в таверне         |
| 1955 | ф  | Герои утлого судёнышка                           | The Cockleshell Heroes                              | командир субмарины                            |
| 1955 | ф  | Шторм над Нилом                                  | Storm Over the Nile                                 | Карага-паша                                   |
| 1956 | ф  | Путь рядового                                    | Private's Progress                                  | помощник генерала                             |
| 1956 | ф  | Порт Африка                                      | Port Afrique                                        | Франц Вермес                                  |
| 1956 | ф  | За пределами Мумбасы                             | Beyond Mombasa                                      | Джил Росси                                    |
| 1956 | ф  | Битва у Ла-Платы                                 | The Battle of the River Plate                       | Маноло                                        |
| 1957 | ф  | Ночная засада                                    | Ill Met by Moonlight                                | немецкий офицер у дантиста                    |
| 1957 | ф  | Фортуна — это женщина                            | Fortune Is a Woman                                  | Чарльз Хейбери                                |
| 1957 | ф  | Предатель                                        | The Traitor                                         | доктор Нойманн                                |
| 1957 | ф  | Проклятие Франкенштейна                          | The Curse of Frankenstein                           | Чудовище Франкенштейна                        |
| 1957 | ф  | Горькая победа                                   | Bitter Victory                                      | сержант Барни                                 |
| 1957 | ф  | Правда о женщинах                                | The Truth About Women                               | Франсуа                                       |
| 1958 | ф  | Повесть о двух городах                           | A Tale of Two Cities                                | маркиз Сен-Эвремонд                           |
| 1958 | ф  | Дракула                                          | Dracula                                             | граф Дракула                                  |
| 1958 | ф  | Битва на В-1                                     | Battle of the V-1                                   | капитан трудового лагеря                      |
| 1958 | ф  | Коридоры крови                                   | Corridors of Blood                                  | воскресший Джо                                |
| 1959 | ф  | Собака Баскервилей                               | The Hound of the Baskervilles                       | сэр Генри Баскервиль                          |
| 1959 | ф  | Человек, обманувший смерть                       | The Man Who Could Cheat Death                       | доктор Пьер Жерар                             |
| 1959 | ф  | Сокровище Сан-Терезы                             | The Treasure of San Teresa                          | егерь                                         |
| 1959 | ф  | Мумия                                            | The Mummy                                           | Харис                                         |
| 1959 | ф  | Трудные времена для Дракулы                      | Tempi duri per i vampiri                            | барон Родерик да Франкуртен                   |
| 1960 | ф  | Слишком рискованно                               | Too Hot to Handle                                   | Новак                                         |
| 1960 | ф  | Девушка ритма                                    | Beat Girl                                           | Кенни                                         |
| 1960 | ф  | Город мёртвых                                    | The City of the Dead                                | профессор Алан Дрисколл                       |
| 1960 | ф  | Два лица доктора Джекила                         | The Two Faces of Dr. Jekyll                         | Пол Аллен                                     |
| 1960 | ф  | Руки Орлака                                      | The Hands of Orlac                                  | Неро                                          |
| 1961 | ф  | Террор тайного общества                          | The Terror of the Tongs                             | Чон Кинг                                      |
| 1961 | ф  | Вкус страха                                      | Taste of Fear                                       | доктор Пьер Жерар                             |
| 1961 | ф  | Тайна золотистых нарциссов                       | The Devil's Daffodil                                | Линг Чу                                       |
| 1961 | ф  | Подвиги Геракла: Геракл в царстве теней          | Ercole al centro della Terra                        | Лик                                           |
| 1962 | ф  | Тайна красной орхидеи                            | Das Rätsel der roten Orchidee                       | капитан Аллерман                              |
| 1962 | ф  | Пираты кровавой реки                             | The Pirates of Blood River                          | капитан Ларош                                 |
| 1962 | ф  | Агент дьявола                                    | The Devil's Agent                                   | барон фон Штауб                               |
| 1962 | ф  | Шерлок Холмс и смертоносное ожерелье             | Sherlock Holmes and the Deadly Necklace             | Шерлок Холмс                                  |
| 1963 | ф  | Катарсис                                         | Sfida al diavolo                                    | Мефистофель                                   |
| 1963 | ф  | Нюрнбергская дева                                | La vergine di Norimberga                            | Эрих                                          |
| 1963 | ф  | Плеть и тело                                     | La frusta e il corpo                                | Курт Менлифф                                  |
| 1964 | ф  | Замок живых мертвецов                            | Il castello dei morti vivi                          | граф Драго                                    |
| 1964 | ф  | Проклятие Карнштейнов                            | La cripta e l'incubo                                | граф Людвиг Карнштейн                         |
| 1964 | ф  | Дьявольский пиратский корабль                    | The Devil-Ship Pirates                              | капитан Робле                                 |
| 1964 | ф  | Горгона                                          | The Gorgon                                          | профессор Карл Майстер                        |
| 1965 | ф  | Дом ужасов доктора Террора                       | Dr. Terror's House of Horrors                       | Франклин Марш                                 |
| 1965 | ф  | Она                                              | She                                                 | Биллали                                       |
| 1965 | ф  | Череп                                            | The Skull                                           | сэр Мэтью Филлипс                             |
| 1965 | ф  | Лицо Фу Манчу                                    | The Face of Fu Manchu                               | доктор Фу Манчу / Ли Тао                      |
| 1966 | ф  | Театр смерти                                     | Theatre of Death                                    | Филипп Дарваш                                 |
| 1966 | ф  | Дракула: Князь Тьмы                              | Dracula: Prince of Darkness                         | граф Дракула                                  |
| 1966 | ф  | Распутин: Безумный монах                         | Rasputin the Mad Monk                               | Григорий Распутин                             |
| 1966 | ф  | Цирк страха                                      | Circus of Fear                                      | Грегор                                        |
| 1966 | ф  | Невесты Фу Манчу                                 | The Brides of Fu Manchu                             | Фу Манчу                                      |
| 1967 | ф  | Месть Фу Манчу                                   | The Vengeance of Fu Manchu                          | Фу Манчу                                      |
| 1967 | ф  | Остров обреченных гореть                         | Night of the Big Heat                               | Готфри Хэнсон                                 |
| 1967 | ф  | Пять золотых драконов                            | Five Golden Dragons                                 | четвёртый дракон                              |
| 1967 | ф  | Змеиная яма и маятник                            | Die Schlangengrube und das Pendel                   | граф Регула                                   |
| 1968 | ф  | Выход дьявола                                    | The Devil Rides Out                                 | Герцог де Ришло                               |
| 1968 | ф  | Ева                                              | Eve                                                 | полковник Стюарт                              |
| 1968 | ф  | Кровь Фу Манчу                                   | The Blood of Fu Manchu                              | Фу Манчу                                      |
| 1968 | ф  | Дракула восстал из могилы                        | Dracula Has Risen from the Grave                    | граф Дракула                                  |
| 1969 | ф  | Замок Фу Манчу                                   | The Castle of Fu Manchu                             | Фу Манчу                                      |
| 1969 | ф  | Продолговатый ящик                               | The Oblong Box                                      | доктор Ньюхарт                                |
| 1969 | ф  | Чудотворец                                       | The Magic Christian                                 | вампир на корабле                             |
| 1970 | ф  | Кричи и снова кричи                              | Scream and Scream Again                             | Фримонт                                       |
| 1970 | ф  | Umbracle                                         | Umbracle                                            | мужчина                                       |
| 1970 | ф  | Граф Дракула                                     | Nachts, wenn Dracula erwacht                        | граф Дракула                                  |
| 1970 | ф  | Вкус крови Дракулы                               | Taste the Blood of Dracula                          | граф Дракула                                  |
| 1970 | ф  | Ещё один раз                                     | One More Time                                       | граф Дракула                                  |
| 1970 | ф  | Юлий Цезарь                                      | Julius Caesar                                       | Артемидор                                     |
| 1970 | ф  | Эжени                                            | Philosophy in the Boudoir                           | Долманс                                       |
| 1970 | ф  | Частная жизнь Шерлока Холмса                     | The Private Life of Sherlock Holmes                 | Майкрофт Холмс                                |
| 1970 | ф  | Шрамы Дракулы                                    | Scars of Dracula                                    | граф Дракула                                  |
| 1971 | ф  | Дом, где стекает кровь                           | The House That Dripped Blood                        | Джон Рид                                      |
| 1971 | ф  | Неотснятая плёнка, вампир                        | Cuadecuc, vampir                                    | граф Дракула / камео                          |
| 1971 | ф  | Я монстр                                         | I, Monster                                          | доктор Чарльз Марлоу / Эдвард Блейк           |
| 1971 | ф  | Ханни Колдер                                     | Hannie Caulder                                      | Бейли                                         |
| 1972 | ф  | Линия смерти                                     | Death Line                                          | Стреттон-Вильерс из МИ5                       |
| 1972 | ф  | Только ночь                                      | Nothing But the Night                               | полковник Чарльз Бингэм                       |
| 1972 | ф  | Дракула, год 1972                                | Dracula A.D. 1972                                   | граф Дракула                                  |
| 1973 | ф  | Тёмные места                                     | Dark Places                                         | доктор Мандевиль                              |
| 1973 | ф  | Ползающая плоть                                  | The Creeping Flesh                                  | Джеймс Хилдерн                                |
| 1973 | ф  | Дьявольские обряды Дракулы                       | The Satanic Rites of Dracula                        | граф Дракула                                  |
| 1973 | ф  | Поезд страха                                     | Horror Express                                      | сэр Александр Секстон                         |
| 1973 | ф  | Три мушкетёра                                    | The Three Musketeers                                | Рошфор                                        |
| 1973 | ф  | Плетёный человек                                 | The Wicker Man                                      | лорд Саммерайл                                |
| 1974 | ф  | Четыре мушкетёра: Месть миледи                   | The Four Musketeers                                 | Рошфор                                        |
| 1974 | ф  | Человек с золотым пистолетом                     | The Man with the Golden Gun                         | Франсиско Скараманга                          |
| 1975 | ф  | Диагноз: убийство                                | Diagnosis: Murder                                   | доктор Стивен Хэйворд                         |
| 1976 | ф  | Хранитель                                        | The Keeper                                          | хранитель                                     |
| 1976 | ф  | Отряд убийц                                      | Killer Force                                        | майор Чилтон                                  |
| 1976 | ф  | Дочь Сатаны                                      | To the Devil a Daughter                             | Майкл Рейнер                                  |
| 1976 | ф  | Дракула — отец и сын                             | Dracula père et fils                                | князь Тьмы                                    |
| 1976 | ф  | Альбино                                          | Albino                                              | Билл                                          |
| 1977 | ф  | Аэропорт 77                                      | Airport '77                                         | Мартин Уоллес                                 |
| 1977 | ф  | Конец мира                                       | End of the World                                    | отец Пергадо / Зиндар                         |
| 1977 | ф  | Звездолёт Вторжения                              | Starship Invasions                                  | капитан Рамзес                                |
| 1978 | ф  | Возвращение с Ведьминой горы                     | Return from Witch Mountain                          | доктор Виктор Гэннон                          |
| 1978 | ф  | Караваны                                         | Caravans                                            | Сардар-хан                                    |
| 1978 | ф  | Железный круг                                    | Circle of Iron                                      | Зитан                                         |
| 1979 | ф  | Переход                                          | The Passage                                         | цыган                                         |
| 1979 | ф  | Арабские приключения                             | Arabian Adventure                                   | Алказар                                       |
| 1979 | ф  | Ягуар жив!                                       | Jaguar Lives!                                       | Адам Кэйн                                     |
| 1979 | ф  | Медвежий остров                                  | Bear Island                                         | Лечински                                      |
| 1979 | ф  | Тысяча девятьсот сорок первый                    | 1941                                                | капитан Вольфганг фон Кляйншмидт              |
| 1980 | ф  | Сериал                                           | Serial                                              | Лакмен                                        |
| 1981 | ф  | Саламандра                                       | The Salamander                                      | принц Балдазар, директор контрразведки        |
| 1981 | ф  | Безнадежный случай                               | Desperate Moves                                     | доктор Карл Боксер                            |
| 1981 | ф  | Око за око                                       | An Eye for an Eye                                   | Морган Кэнфилд                                |
| 1982 | ф  | Сафари 3000                                      | Safari 3000                                         | граф Борджиа                                  |
| 1982 | мф | Последний единорог                               | The Last Unicorn                                    | озвучивание                                   |
| 1983 | ф  | Возвращение капитана Непобедимого                | The Return of Captain Invincible                    | мистер Миднайт                                |
| 1983 | ф  | Дом длинных теней                                | House of the Long Shadows                           | Корриган                                      |
| 1984 | ф  | Отель «Никому не скажу»                          | The Rosebud Beach Hotel                             | мистер Клиффорд Кинг                          |
| 1985 | ф  | Маска убийцы                                     | Mask of Murder                                      | Джонатан Рич                                  |
| 1985 | ф  | Вой 2                                            | Howling II: Your Sister Is a Werewolf               | Стивен Кросскоу                               |
| 1987 | ф  | The Girl                                         | The Girl                                            | Питер Сторм                                   |
| 1987 | ф  | Хохмачи                                          | Jocks                                               | президент Уайт                                |
| 1987 | ф  | Мио, мой Мио                                     | Mio in the Land of Faraway                          | Като                                          |
| 1989 | ф  | История одного убийства                          | Murder Story                                        | Уиллард Хоуп                                  |
| 1989 | ф  | Поверженные                                      | La chute des aigles                                 | Вальтер Штраусс                               |
| 1989 | ф  | Возвращение мушкетёров                           | The Return of the Musketeers                        | Рошфор                                        |
| 1990 | ф  | Похититель радуги                                | The Rainbow Thief                                   | дядюшка Рудольф                               |
| 1990 | ф  | Сумасшедший медовый месяц                        | Honeymoon Academy                                   | Лазло                                         |
| 1990 | ф  |                                                  | Panga                                               |                                               |
| 1994 | ф  | Полицейская академия 7: Миссия в Москве          | Police Academy: Mission to Moscow                   | Александр Николаевич Раков, начальник милиции |
| 1994 | ф  | Шутник                                           | Funny Man                                           | Каллем Ченс                                   |
| 1995 | ф  | Полночный пир                                    | A Feast at Midnight                                 | Ви. И. «Раптор» Лонгфеллоу                    |
| 1996 | ф  | Семейка придурков                                | The Stupids                                         | злой отправитель                              |
| 1997 | с  | Одиссея                                          | The Odyssey                                         | Тиресий                                       |
| 1998 | ф  | Мумия: Принц Египта                              | Tale of the Mummy                                   | сэр Ричард Таркил                             |
| 1998 | ф  | Джинна                                           | Jinnah                                              | Мухаммад Али Джинна                           |
| 1999 | ф  | Сонная Лощина                                    | Sleepy Hollow                                       | бургомистр                                    |
| 2001 | ф  | Властелин колец: Братство Кольца                 | The Lord of the Rings: The Fellowship of the Ring   | Саруман                                       |
| 2002 | ф  | Звёздные войны. Эпизод II: Атака клонов          | Star Wars Episode II: Attack of the Clones          | граф Дуку                                     |
| 2002 | ф  | Властелин колец: Две крепости                    | The Lord of the Rings: The Two Towers               | Саруман                                       |
| 2003 | ф  | Властелин колец: Возвращение короля              | The Lord of the Rings: The Return of the King       | Саруман                                       |
| 2004 | ф  | Багровые реки 2: Ангелы апокалипсиса             | Les Rivières pourpres 2 : Les Anges de l'apocalypse | Генрих фон Гартен                             |
| 2005 | ф  | Звёздные войны. Эпизод III: Месть ситхов         | Star Wars Episode III: Revenge of the Sith          | граф Дуку / Дарт Тиранус                      |
| 2005 | ф  | Чарли и шоколадная фабрика                       | Charlie and the Chocolate Factory                   | доктор Уилбур Вонка                           |
| 2005 | мф | Труп невесты                                     | Corpse Bride                                        | пастор Голлсуэллс                             |
| 2010 | ф  | Алиса в Стране чудес                             | Alice in Wonderland                                 | Бармаглот                                     |
| 2011 | ф  | Ловушка                                          | The Resident                                        | Август                                        |
| 2011 | ф  | Хранитель времени                                | Hugo                                                | месье Лабисс                                  |
| 2012 | ф  | Хоббит: Нежданное путешествие                    | The Hobbit: An Unexpected Journey                   | Саруман                                       |
| 2014 | ф  | Хоббит: Битва пяти воинств                       | The Hobbit: The Battle of the Five Armies           | Саруман                                       |

## Дискография

### Альбомы
- Christopher Lee Sings Devils, Rogues & Other Villains (1998)
- Revelation (2006)
- Charlemagne: By the Sword and the Cross (2010)
- Charlemagne: The Omens of Death (2013)

### Мини-альбомы
- A Heavy Metal Christmas (2012)
- A Heavy Metal Christmas Too (2013)
- Metal Knight (2014)

### Синглы
- «Let Legend Mark Me as the King» (2012)
- «The Ultimate Sacrifice» (2012)
- «Darkest Carols, Faithful Sing» (2014)

### Гостевое исполнение
- The Wicker Man soundtrack[англ.] (1973)
- Hammer Presents «Dracula» With Christopher Lee (EMI NTS 186 UK/Capitol ST-11340 USA, 1974)
- L'Histoire du soldat Стравинского; Шотландский камерный оркестр под управлением Лионеля Фринда (Нимбус, 1986)
- Петя и волк Прокофьева; Английский струнный оркестр под управлением Иегуди Менухина (Нимбус, 1989)
- Annie Get Your Gun (1995)
- The Rocky Horror Show[англ.] (1995)
- Король и я (1998)
- Musicality of Lerner and Loewe (2002)
- Lord of the Rings: Songs and Poems by J. R. R. Tolkien (2003)
- Edgar Allan Poe Projekt — Visionen (2006); читает стихотворение «Ворон» и пот песню «Эленор»
- Battle Hymns MMXI[англ.] (2010); альбом группы Manowar
- Fearless (2013)
- The Last Vampire  (2015); песня из одноимённого альбома группы The Hollywood Vampires[англ.]

с Rhapsody of Fire
- Symphony of Enchanted Lands II: The Dark Secret (2004); вокал, чтение текста
- Triumph or Agony (2006); чтение текста
- The Frozen Tears of Angels (2010); чтение текста
- The Cold Embrace of Fear: A Dark Romantic Symphony (2010); чтение текста
- From Chaos to Eternity (2011); чтение текста, вокал